# Майкопский машиностроительный завод
ООО «Майкопский машиностроительный завод» — российское машиностроительное предприятие, расположенное в г. Майкоп (Адыгея). Специализируется на разработке и производстве гидравлических манипуляторов под торговыми марками «Атлант» и «Майман», а также производстве спецтехники (лесовозы, сортиментовозы, форвардеры и т.д.).

## История
Завод основан 13 июля 1942 года на базе учебно-производственных мастерских Майкопского лесомеханического техникума и в годы Великой Отечественной войны выпускал продукцию для нужд фронта. Во время оккупации завод был разрушен, но уже в 1943 году началось его восстановление.
В послевоенное время завод занимался производством техники для лесной отрасли, такой как лебёдки, лесовозные автопоезда, агрегаты для корчевки пней, для измельчения и разбрасывания соломы и т.д.
С 1985 года завод специализируется на производстве гидроманипуляторов для лесопромышленного комплекса, строительства, предприятий по ломопереработке, нефтегазового комплекса, сельского хозяйства и многих других отраслей экономики. К 1992 году, являясь крупнейшим производителем гидроманипуляторов в России, завод выпустил более 5000 единиц техники.
В октябре 2015 года начато серийное производство гидроманипуляторов МАЙМАН-90S, МАЙМАН-100S, МАЙМАН-110S из высокопрочной стали Российского производства с пределом прочности 500 МПа. В стандартную комплектацию гидроманипуляторов входит гидравлическое выдвижение балок аутригеров и система контроля и безопасность М-SТАR. 

## Продукция

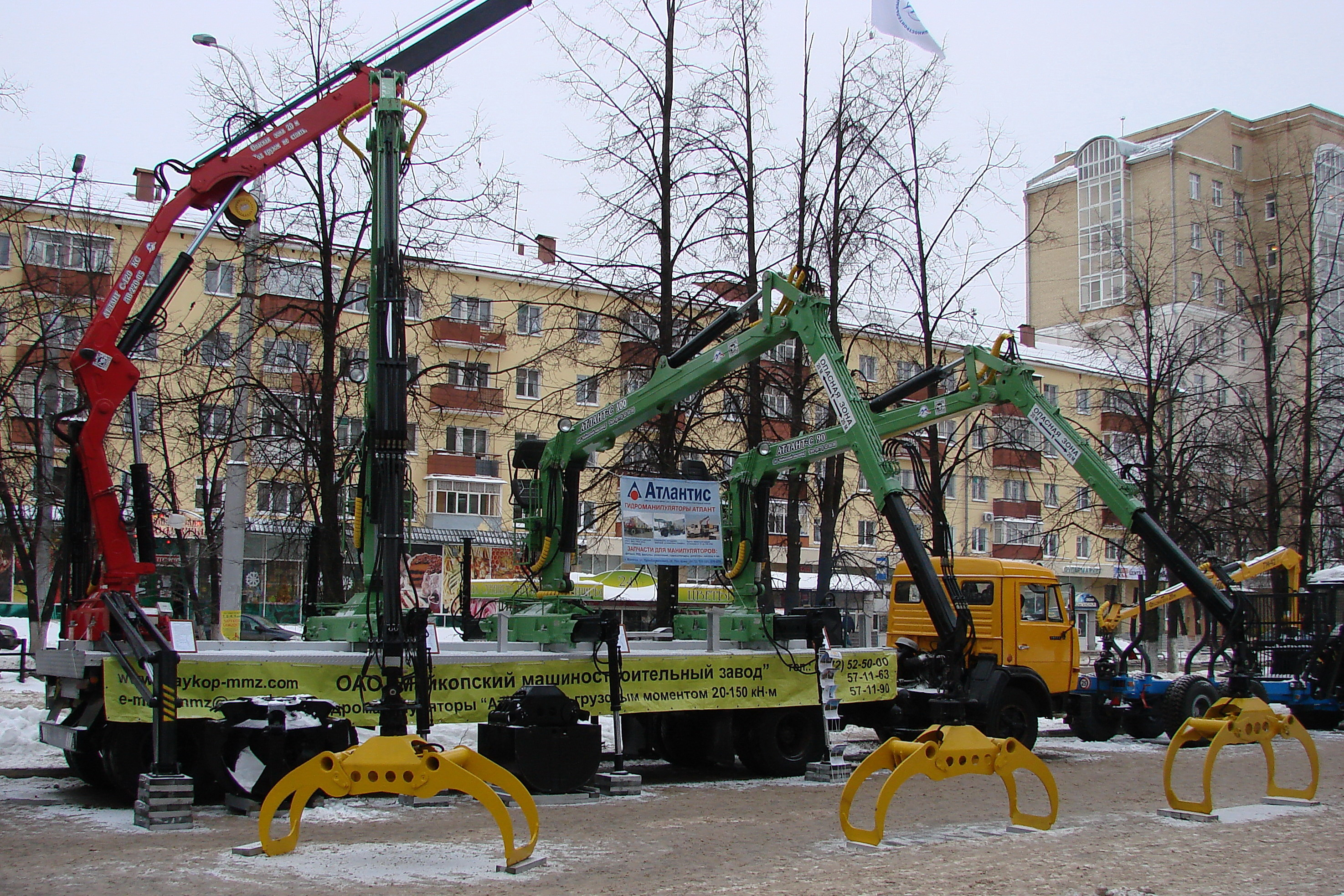
Продукция завода на выставке-ярмарке
«Российский лес»

По состоянию на 2016 год завод производит следующую технику:
- гидроманипуляторы
- краны манипуляторы
- сани с гидроманипуляторной установкой
- металловозы
- лесовозы
- грейферы и захваты

Продукция завода удостоена многочисленных медалей и дипломов на всероссийских и международных выставках в Москве, Вологде, Красноярске, Перми, Санкт-Петербурге.